# Travis Claridge
Travis A. Claridge (* 23. März 1978 in Detroit, Michigan; † 28. Februar 2006 in Henderson, Nevada) war ein US-amerikanischer American-Football-Spieler auf der Position des Guards. Er spielte von 2000 bis 2003 für die Atlanta Falcons in der National Football League (NFL).

## Jugend und College
Bereits in seiner Kindheit in Almont, Missouri träumte er von einer Karriere als NFL-Profi. Claridge spielte College Football an der University of Southern California (USC) und war davor an der Fort Vancouver High School in Vancouver, Washington aktiv.

## NFL und CFL
Die Atlanta Falcons wählten Claridge im NFL Draft 2000 in der zweiten Runde als 37. Spieler aus. In seiner ersten Saison bestritt er alle 16 Spiel der Regular Season von Beginn an. In der zweiten Saison war er in elf seiner 14 Einsätze ein Starter. In seiner dritten Saison bestritt er wieder alle 16 Spiele von Beginn an. In der Saison 2003 zog er sich eine Knieverletzung zu und konnte nur noch sechs Spiele machen, woraufhin sein Vertrag nicht verlängert wurde.
2004 unterschrieb er einen Vertrag bei den Carolina Panthers, wurde jedoch bereits im Trainingslager vor der Saison wieder entlassen. 2005 spielte Claridge in zwei Spielen für die Hamilton Tiger-Cats in der Canadian Football League (CFL), bevor er nach einer erneuten Verletzung seine Karriere beendete.

## Tod
Travis Claridge wurde 2006 bewusstlos in seiner Wohnung in Las Vegas gefunden und starb im Krankenhaus. Die Canadian Broadcasting Corporation berichtete am 10. Mai 2006, dass die Ursache für den frühen Tod Claridges eine akute Lungenentzündung war (erschwert durch Atembeschwerden, die von Schmerzmitteln ausgelöst wurden).